# 宇通City Master
宇通City Master（英語：Yutong City Master）是一款由中國宇通客車生產的兩軸低地台雙層巴士。首台样车于2010年10月下线。

## 使用

### 中国
一些中国城市引入此车，如广州、江门、舟山。

### 北马其顿
在2010年马其顿政府购买了202辆宇通City Master作为首都斯科普里的公交车，其中15辆敞篷型作为旅游大巴。